# Ciudad Quesada
Ciudad Quesada är en stad i kantonien San Carlos i provinsen Alajuela i Costa Rica. Den är kantonens administrationscentrum. Distriktet Quesada har 39 139 invånare (2002) och en area på 145,31 km². Staden ligger 656 meter över havet. Den fick stadsstatus 8 juli 1953.
Ciudad Quesada är ett viktigt handelscentrum för lantbruksprodukter. Det finns även flera varma källor i området.